# Francisco de Orleães, príncipe de Joinville
Francisco Fernando Filipe Luís Maria de Orléans (em francês: François Ferdinand Philippe Louis Marie d'Orléans; Neuilly-sur-Seine, 14 de agosto de 1818 — Paris, 16 de junho de 1900), foi um príncipe francês da Casa de Orléans e Príncipe de Joinville. Era filho do rei Luís Filipe I da França e de sua esposa, a princesa Maria Amélia de Nápoles e Sicília. Casou-se com a princesa Francisca do Brasil, filha do imperador Dom Pedro I, de quem recebeu, como dote, as terras onde foi fundada a cidade brasileira de Joinville.

## Biografia

### Início de Vida
Francisco era o sétimo filho, o terceiro do sexo masculino, do rei Luís Filipe I da França e da rainha Maria Amélia de Bourbon-Nápoles, nascida princesa das Duas Sicílias. Pertencia à Casa de Orléans através de seu pai, um ramo cadete da Casa de Bourbon francesa. Através de sua mãe, a princesa Maria Amélia, Francisco descendia da Casa de Bourbon-Duas Sicílias, um ramo espanhol da Casa de Bourbon. Tanto seu pai quanto sua mãe descendiam do rei Luís XIV da França e do irmão deste, Filipe I, Duque de Orléans.
O pai de Francisco tornou-se rei dos franceses em 1830 após a Revolução de Julho, que resultou na abdicação forçada do rei Carlos X da França. Antes do pai se tornar rei, Francisco detinha apenas o título príncipe de sangue e direito ao estilo de Sua Alteza Sereníssima. A partir de 1830, quando seu pai se torna Rei, Francisco passa a ser Príncipe da França e a utilizar o estilo de Sua Alteza Real. No mesmo ano lhe é conferido o título de Príncipe de Joinville.

### Carreira Militar
O príncipe foi educado para os serviços navais e, em 1836, tornou-se tenente da Marinha francesa. 
No comando da corveta La Creole ele mostrou grande experiência e ousadia durante a guerra contra o México, atacando as baterias de San Juan d'Ulúa e, dias depois, liderando um destacamento de fuzileiros contra a cidade de Veracruz, fazendo prisioneiro o general mexicano Vista.
Por tal feito, foi condecorado com a cruz da Legião de Honra e promovido a capitão.
Em 1840 foi ao Brasil no comando da fragata La Belle Poule, que levou os restos mortais de Napoleão Bonaparte da Ilha de Santa Helena, no meio do Oceano Atlântico, de volta para a França.

### Casamento

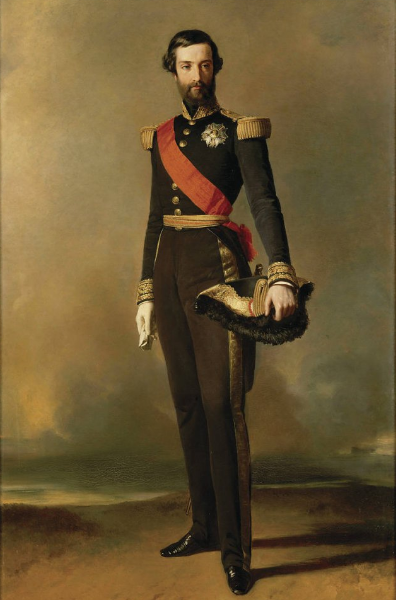
Príncipe de Joinville

Em 1843 esteve novamente no Brasil com sua fragata, para se casar com a princesa D. Francisca de Bragança, filha de Dom Pedro I e de D. Maria Leopoldina de Áustria e irmã de Dom Pedro II. Francisca de Bragança e Habsburgo nascera no Rio de Janeiro em 2 de agosto de 1824 e viria a morrer em Paris em 27 de março de 1898, estando sepultada em Dreux. 
O casamento foi efetuado a 1 de maio. Francisca recebeu por dote um milhão de francos, ou 750 contos, e terras devolutas na Província de Santa Catarina, no Sul do Brasil, com 25 léguas quadradas, ou três mil braças, situadas a nordeste da província, à margem esquerda do rio Cachoeira. A região havia sido delimitada dois anos por d. Pedro II para compor o dote da irmã, e por isso recebera o nome de Colônia Dona Francisca. Com a celebração da união, a colônia passou à soberania do príncipe de Joinville, adquirindo assim o nome de Joinville.
No mesmo ano, Francisco foi promovido a contra-almirante e tomou posse como membro do conselho do Almirantado, ativamente buscando a organização da marinha a vapor.
Em 1845 foi nomeado comandante da frota do Mediterrâneo, ficando ao longo da costa africana. Quando de seu mandato, bombardeou Tânger e tomou Mogador, tornando-se, por estes feitos, vice-almirante.

## Exílio e Guerra Civil Americana

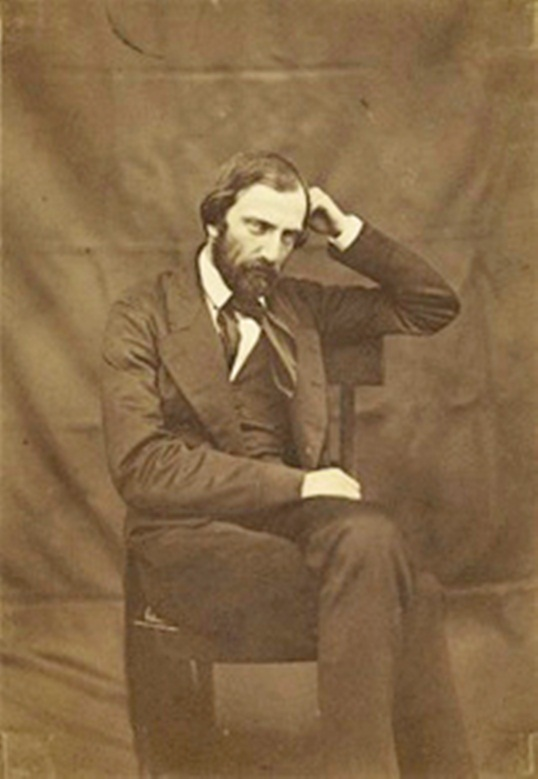
Francisco em 1852

Depois da Revolução de 1848, o príncipe de Joinville (servindo na Argélia, na ocasião) renunciou às suas funções, seguindo para o exílio, com sua família, na Inglaterra, ficando em Claremont.
Tendo tido todas as suas terras e propriedades na França confiscadas, os príncipes de Joinville decidiram tirar proveito das terras brasileiras pertencentes a Joinville. O casal negociou o uso de 8 léguas quadradas, das 25 léguas que detinham em Santa Catarina, com a Companhia Colonizadora Alemã, do Senador Christian Mathias Schroeder, rico comerciante e donos de alguns navios. Com a chegada da primeira leva de imigrantes em 9 de março de 1851 foi fundada a Joinville brasileira, hoje a maior cidade do Estado de Santa Catarina.
Quando irrompeu a Guerra Civil Americana, o príncipe de Joinville, juntamente com seu filho e dois sobrinhos, foram a Nova Iorque oferecer seus serviços ao presidente Abraham Lincoln.
Após a queda do império na França, na década de 1870, o príncipe de Joinville serviu no exército do Loire sob o pseudônimo americano "Coronel Leitherod", retirando-se da vida pública em 1876, passando para a reserva com a patente de vice-almirante.
Escreveu livros sobre assuntos navais e militares, como "Estudos navais"; "Inglaterra: um estudo do auto-governo"; "A guerra americana: campanha no Potomac" e "Outra palavra sobre Sadowa".
A causa do falecimento do príncipe de Joinville foi pneumonia.

## Descendência
1. Francisca de Orléans, Duquesa de Chartres (14 de agosto de 1844 - 28 de outubro de 1925), casou-se com seu primo Roberto, Duque de Chartres, filho do herdeiro da coroa francesa Fernando Filipe, Duque de Orléans e da princesa Helena de Mecklemburgo-Schwerin, com quem teve cinco filhos;
2. Pedro de Orléans, Duque de Penthièvre (4 de novembro de 1845 - 17 de julho de 1919), não se casou, mas teve dois filhos ilegítimos com Angélique Lebesgue;
3. Maria Leopoldina de Orléans (30 de outubro de 1849), morreu poucas horas após o nascimento.